# Edoardo Vianello
Edoardo Vianello (Róma, 1938. június 24. –) olasz énekes, dalszerző és színész. Pályafutását 1956-ban kezdte, első nagy sikerei 1961-ben az Il capello és a Pinne fucile ed occhiali című dalok voltak. Az 1970-es években feleségével, Wilma Goich-csal megalapították az I Vianella nevű duót.

## Diszkográfia

### Nagylemezek
- 1963 - Io sono Edoardo Vianello (RCA Italiana, PML 10333)
- 1964 - Arrivano...i mostri (RCA Italiana, PML 10369; a The Flippers együttessel)
- 1965 - Edoardo Vianello allo Studio A (koncert) (RCA Italiana, S 2)
- 1982 - Windsurf (Euro Music Corporation, EUR MLP 606)
- 1987 - Vivere insieme (Amici, AMC 1001)
- 1988 - La lunga estate di Edoardo Vianello (Amici, AMC 2001)
- 1990 - L'estate ballando (Amici)
- 1991 - Arriva l'onda: Siamo rovinati (BMG Ariola)
- 1993 - L'età della ragione (Interbeat)

### Válogatások
- 1964 - I grandi fanno il surf (RCA Italiana PML 10374) Gianni Morandi, Nico Fidenco, Jenny Luna, Jimmy Fontana, és másokkal
- 1965 - Edoardo Vianello in Spagna (RCA Victor)
- 1966 - Edoardo Vianello canta en espanol (RCA Victor MKE-559)
- 1966 - Edoardo Vianello in Germania (RCA Victor)
- 1966 - Mi vacha lechera (RCA Victor)
- 1967 - Surf contro Hully Gully (RCA Italiana)
- 1969 - Canta Italia (RCA Italiana)
- 1972 - Protagonisti - Edoardo Vianello (RCA Italiana)
- 1992 - Supermusic - Abbronzatissima
- 1994 - Ricordi - Il meglio di

### 45 giri
- 1959 - Ma guardatela/Troppo piccola (RCA Camden CP 7; megjelent még: RCA Italiana, PM45-0007)
- 1959 - Chi siamo/Non pensiamo al domani (RCA Camden CP 36)
- 1959 - Kiss me, Miss me/Love in Portofino (RCA Camden CP 40; megjelent még: RCA Italiana, PM45-0040)
- 1960 - Silvia/Ho tutto per essere felice (RCA Camden CP 70)
- 1960 - Siamo due esquimesi/Chi siamo (RCA Camden CP 123)
- 1961 - Che freddo!/M'annoio (RCA Camden CP 125)
- 1961 - Il capello/Non pensiamo al domani (RCA Italiana PM 0134)
- 1961 - Cicciona cha cha / Ornella (RCA Italiana PM 0139)
- 1961 - Umilmente ti chiedo perdono/Nun indaga' (RCA Italiana PM 3001)
- 1961 - Un generale e mezzo / Faccio finta di dormire (RCA Italiana PM 3051)
- 1961 - Cicciona cha cha / Ornella (RCA Italiana PM 3052)
- 1962 - Pinne fucile ed occhiali/Guarda come dondolo (RCA Italiana PM 3100)
- 1962 - Twist dei vigili/Corri corri (RCA Italiana PM 3162)
- 1962 - Il sorpasso/La vida facil (RCA Victor MKE-486)
- 1963 - Ti amo perché/Ma guardatela (RCA Italiana PM 3168)
- 1963 - Abbronzatissima/Il cicerone (RCA Italiana PM 3200)
- 1963 - I Watussi/Prendiamo in affitto una barca (RCA Italiana PM 3207)
- 1963 - O mio Signore/Non esiste più niente (RCA Italiana PM 3237)
- 1963 - Hully gully in 10/Sul cucuzzolo (RCA Italiana PM 3260)
- 1964 - Tremarella/L'ultima sera (RCA Italiana PM 3270)
- 1964 - Le tue nozze / Da molto lontano (RCA Italiana PM 3277)
- 1965 - Il peperone/Nei paesi latini (RCA Italiana PM 3320)
- 1965 - Un giorno in più/Se ti incontrerò (RCA Italiana PM 3333)
- 1966 - Parlami di te/Stasera ho vinto (RCA Italiana PM 3344)
- 1966 - Carta vetrata/Ora tocca a te (RCA Italiana PM 3359)
- 1967 - Nasce una vita/Se malgrado te (RCA Italiana PM 3388)
- 1967 - Povero lui/Invidierò (RCA Italiana PM 3411)
- 1968 - Ma non c'eri tu/Mio piccolo amore (ARC AN 4149)
- 1969 - La marcetta/Cuore made in Italy (ARC AN 4173)
- 1970 - La partita alle tre/Tornare a casa (Apollo)
- 1971 - E brava Maria!/Caro amico (Apollo ZA 50185)
- 1978 - Amore mio/Questa sera è venuta a trovarmi Lucia (Fonit Cetra SP 1694)
- 1981 - Spaccaquindici/Sta a vedere che volo (F1 Team P 601)
- 1981 - Al mare con te/Acqua Minerale (Euromusic EUR 1963)
- 1982 - Windsurf/Cantare (Euromusic EUR 1977)
- 1983 - Le soleil/Ore di mare (Big Music ZBBM 7332)
- 1987 - Vivere insieme/Per fortuna ci sei tu (Amici AMC 1001)

### CD
- 1990 - L'estate ballando (Interbeat)
- 1993 - L'età della ragione (Interbeat)
- 1994 - Arriva l'onda:Siamo rovinati (BMG)
- 2001 - Il meglio di Edoardo Vianello (BMG)
- 2003 - Tutte in un colpo (MBO/Universal)
- 2004 - Abbronzatissima remix (MBO/Universal)
- 2006 - 50 primavere per una lunga estate (CD és DVD) (Azzurra)
- 2007 - Edoardo Vianello in concerto (Amici AMC 080)
- 2008 - Replay - L'altra mia estate (Amici)

## Az I Vianella tagként készült lemezei

### Nagylemezek
- 1971 - I Vianella (Apollo, DZSLA 55025)
- 1971 - Semo gente de borgata (Apollo, DZSLA 55090)
- 1972 - I sogni de Purcinella (Apollo, DZSLA 55160)
- 1973 - Homeide (Apollo, DZSLA 55170)
- 1974 - Napoli 20 anni dopo (Apollo)
- 1974 - Roma parlaje tu (RCA Italiana, TCL1-1131; raccolta)
- 1974 - Quanto sei Vianella...Roma (Ariston Records, Ar 12132)
- 1975 - Dai tetti di Roma (Apollo)
- 1975 - Vestiti usciamo (Ariston Records)
- 1975 - Storie d'amore (Ariston Records)
- 1979 - Compleanno (EMI Italiana, 3C 064 18296)

### Kislemezek
- 1971 - Vojo er canto de 'na canzone/Bikini blu (Apollo, ZA-50095)
- 1972 - Amore amore, amore amore/La festa de Cristo re (Apollo, ZA-50215)
- 1972 - Semo gente de borgata/Tu padre co' tu madre (Apollo, ZA-50220)
- 1972 - Fijo mio/Te vojo bene (Apollo, ZA-50280)
- 1973 - Canto d'amore di Homeide/Tenendoci per zampa (Apollo, ZA-50450)
- 1974 - Volo di rondine/La mela (Ariston Records, Ar 0629)
- 1974 - Noi nun moriremo mai/La vita de campagna (Ariston Records, Ar 0657)
- 1975 - L'amici mia/Pazzi noi (Ariston Records, Ar 0693)
- 1975 - Vestiti usciamo/Guarda (Ariston Records, Ar 0697)
- 1978 - Anvedi chi c'è/Importante (Fonit Cetra, SP 1621)
- 1981 - Cybernella/Con te bambino (RCA Italiana, BB 6500)

## Filmszerepei
- Canzoni a tempo di twist (1962)
- Urlo contro melodia nel Cantagiro 1963 (1963)
- Canzoni in... bikini (1963)
- I ragazzi dell'Hully Gully (1964)
- Viale della canzone (1965)
- Questi pazzi, pazzi italiani (1965)
- 008 Operazione ritmo (1965)
- Altissima pressione (1965)
- Ciao Italia (1965) (TV)
- Quando calienta el sol... vamos a la playa (1982)
- Tenger zamata (1982)

## Fordítás
- Ez a szócikk részben vagy egészben  az   Edoardo Vianello című olasz Wikipédia-szócikk fordításán alapul.  Az eredeti cikk szerkesztőit annak laptörténete sorolja fel. Ez a jelzés csupán a megfogalmazás eredetét és a szerzői jogokat jelzi, nem szolgál a cikkben szereplő információk forrásmegjelöléseként.